# Платинаиттрий
Платинаиттрий — бинарное неорганическое соединение
платины и иттрия
с формулой PtY,
кристаллы.

## Получение
- Сплавление стехиометрических количеств чистых веществ:

{\displaystyle {\mathsf {Pt+Y\ {\xrightarrow {1900^{o}C}}\ PtY}}}

## Физические свойства
Платинаиттрий образует кристаллы
ромбической сингонии,
пространственная группа P nma,
параметры ячейки a = 0,7010 нм, b = 0,4471 нм, c = 0,5552 нм, Z = 4
структура типа борида железа FeB
.
Соединение конгруэнтно плавится при температуре ≈1900 °C .